# Republiek Gagaoezië
De Republiek Gagaoezië (Gagaoezisch: Gagauz Respublikası; Roemeens: Republica Găgăuzia; Russisch: Республика Гагаузия, Respublika Gagauzija) was een niet-erkende republiek die zich afscheidde van Moldavië tijdens het uiteenvallen van de Sovjet-Unie. In 1994 sloot de republiek zich weer aan als autonome regio bij Moldavië.

## Geschiedenis
Op 12 november 1989 werd het Speciaal Congres van Afgevaardigden voor het Gagaoezische volk gehouden, waarbij de Gagaoezische Republiek werd uitgeroepen. Dit werd echter ongrondwettelijk genoemd door Moldavië. Op 19 augustus 1990 werd de onafhankelijkheid uitgeroepen.
In december 1994 tekenden de Gagaoezen en Moldavië een vredesakkoord waarmee Gagaoezië vreedzaam zou integreren in Moldavië als autonome regio. De integratie voltooide in juni 1995 en werd omgevormd tot de autonome regio Gagaoezië.